# Tajuria ceylanica
Tajuria ceylanica är en fjärilsart som beskrevs av Riley 1921. Tajuria ceylanica ingår i släktet Tajuria och familjen juvelvingar. Inga underarter finns listade i Catalogue of Life.